# Riccardo De Filippis
Riccardo De Filippis (Roma, 18 maggio 1973) è un attore italiano.

## Biografia
Dopo aver recitato soprattutto in teatro, è diventato noto grazie alla serie televisiva Romanzo criminale, dove interpreta il ruolo di Scrocchiazeppi.
Tra gli altri suoi lavori, ricordiamo il film Giorni, regia di Laura Muscardin, dove è co-protagonista nel ruolo di Alessandro.
Per la televisione ha anche interpretato in Alfredino - Una storia italiana Angelo Licheri, uno dei volontari che si calò nel pozzo nel tentativo di salvare il bambino che vi era precipitato.

## Filmografia parziale

### Cinema
- Giorni, regia di Laura Muscardin (2001)
- Tre mogli, regia di Marco Risi (2001)
- L'ospite - cortometraggio contenuto nel film Sei come sei (2002)
- Tutti contro tutti (2013)
- Un Natale stupefacente, regia di Volfango De Biasi (2014)
- Monitor, regia di Alessio Lauria (2015)
- Santo Graal, regia di Giovanni Battista Origo, episodio del film In bici senza sella (2016)
- Rabbia furiosa - Er canaro, regia di Sergio Stivaletti (2018)
- La notte è piccola per noi, regia di Gianfrancesco Lazotti (2019)
- Morrison, regia di Federico Zampaglione (2021)
- Lovely Boy, regia di Francesco Lettieri (2021)

### Televisione
- I Cesaroni – serie TV, episodio 1x16 (2006)
- Romanzo criminale - La serie, regia di Stefano Sollima – miniserie TV (2008-2010)
- Squadra antimafia - Palermo oggi 4 – serie TV, 8 episodi (2012)
- Squadra antimafia 5 – serie TV, episodi 5x03-5x04-5x05 (2013)
- Alfredino - Una storia italiana, regia di Marco Pontecorvo – miniserie TV, episodi 3 e 4 (2021)

### Internet
- Super G – webserie, 8 episodi (2011)-scenegg. De Filippis, Prato
- Schizzo, regia di Daniele Prato - Serie di sketch (2011)- scenegg. De Filippis, Prato

### Cortometraggi
- L'amore non esiste, regia di Massimiliano Camaiti (2008)
- Sotto casa, regia di Alessio Lauria (2011)
- Totti  - La ricerca dell'Immensità (2015)
- La notte del professore, regia di Giovanni Battista Origo (2017)
- Nuovo Mondo, regia di Francesca Vitiello (2019)
- Benzina, regia di Daniel Daquino (2023)

### Videoclip
- Pesto, regia di Francesco Lettieri. (2018) [1]

## Teatro
- Cassandra, di Christa Wolf, regia di Claretta Carotenuto (1995)
- La sala da pranzo di A. R. Gurney, regia di Giovanni Lombardo Radice (1997)
- Le Coefore, di Eschilo, regia di Giovanni Lombardo Radice (1997)
- Perversioni sessuali a Chicago, di David Mamet, regia di Gianluca Rossi (1998)
- Conferenza sull'amore, di Giovanni Lombardo Radice, regia di Giovanni Lombardo Radice (1998)
- In video veritas, di Michele Sciancalepore, regia di Michele Sciancalepore (1999)
- Il matrimonio di Nikolaj Vasil'evič Gogol', regia di Nikolaj Karpov (1999)
- The Strip, di Phyllis Nagy, regia di Alan Woodhouse (1999)
- Pop corn, di Ben Elton, regia di Luca Barbareschi (2000)
- L'ultima cena, di Lucilla Lupaioli, regia di Furio Andreotti (2000)
- La grande truffa, di Nigel Williams, regia di Luca Barbareschi 2000)
- Amadeus, di Peter Shaffer, regia di Roman Polański (2000)
- Sotto il segno di Jago, di Giuseppe Manfridi, regia di Claudio Boccaccini (2001)
- Orlando furioso, di Ludovico Ariosto, regia di Roberta Nicolai (2001)
- Mauser, di Heiner Müller, regia di Pierpaolo Sepe (2002)
- Remare parlando, di Flora Farina, regia di Flora Farina (2002)
- Terre, regia di Roberta Nicolai (2003)
- In equilibri, regia di Roberta Nicolai (2003)
- Darkroom di Heiner Müller, regia di Furio Andreotti (2003)
- Divina mimesis, di Pier Paolo Pasolini, regia di Pierpaolo Sepe (2004)
- Il castello, di Franz Kafka, regia di Roberta Nicolai 2005)
- Scoppio d'amore e guerra, di Duccio Camerini, regia di Duccio Camerini (2006)
- Storie, regia di Lucilla Lupaioli 2008)
- Il calapranzi, di Harold Pinter, regia di Giorgio Caputo (2009)
- Lo sfascio, di Gianni Clementi, regia di Saverio Di Biagio e Gianni Clementi (2013)